# Copa Centro-Oeste 2000
Die Copa Centro-Oeste 2000 ist ein ehemaliger brasilianischer Fußballwettbewerb. Dieser wurde vom nationalen Verband CBF organisiert und fand vom 22. Januar bis 1. März 2000 statt.
Das Turnier war eines von mehreren regionalen Turnieren. Es diente der Ermittlung eines Teilnehmers für die Copa dos Campeões (CBF). Der Sieger aus diesem Wettbewerb qualifizierte sich für die Teilnahme am wichtigsten südamerikanischen Turnier im Fußball der Copa Libertadores 2001.

## Teilnehmer
Die acht Teilnehmer kamen aus den Bundesstaaten Distrito Federal do Brasil, Espírito Santo, Goiás, Mato Grosso, Mato Grosso do Sul, und Tocantins. Im Vorjahr waren auch noch Klubs aus Minas Gerais vertreten. Diese waren mit der Einnahmesituation unzufrieden und konnten den CBF bewegen, diese an der Copa Sul teilnehmen zulassen, wodurch aus daraus die Copa Sul-Minas entstand.
Die Teilnehmer waren:
| Bundesstaat        | Klub            |
| ------------------ | --------------- |
| Distrito Federal   | EC Dom Pedro II |
| Espírito Santo     | AA São Mateus   |
| Goiás              | AA Anapolina    |
| Goiás              | Goiás EC        |
| Goiás              | Vila Nova FC    |
| Mato Grosso        | SER Juventude   |
| Mato Grosso do Sul | Ubiratan EC     |
| Tocantins          | Interporto FC   |

## Gruppenphase

### Gruppe A
| Pl. | Verein          | Sp. | S | U | N | Tore    | Diff. | Punkte |
| --- | --------------- | --- | - | - | - | ------- | ----- | ------ |
| 1.  | Goiás EC        | 6   | 4 | 2 | 0 | 015:200 | +13   | 14     |
| 2.  | Vila Nova FC    | 6   | 3 | 3 | 0 | 012:400 | +8    | 12     |
| 3.  | EC Dom Pedro II | 6   | 1 | 1 | 4 | 003:140 | −11   | 04     |
| 4.  | AA Anapolina    | 6   | 1 | 0 | 5 | 004:140 | −10   | 03     |

|  | Qualifiziert für das Halbfinale |

| Spiel       | Datum       | Stadion                  | Heimmannschaft  | Ergebnis | Gastmannschaft  |
| ----------- | ----------- | ------------------------ | --------------- | -------- | --------------- |
| 1. Spieltag | 23. Januar  | Estádio Serra Dourada    | Vila Nova FC    | 0:0      | Goiás EC        |
| 1. Spieltag | 23. Januar  | Estádio Jonas Duarte     | AA Anapolina    | 0:1      | EC Dom Pedro II |
| 2. Spieltag | 27. Januar  | Estádio Serra Dourada    | Goiás EC        | 5:0      | AA Anapolina    |
| 2. Spieltag | 27. Januar  | Estádio Adonir Guimarães | EC Dom Pedro II | 1:1      | Vila Nova FC    |
| 3. Spieltag | 30. Januar  | Estádio Serra Dourada    | Goiás EC        | 4:0      | EC Dom Pedro II |
| 3. Spieltag | 30. Januar  | Estádio Jonas Duarte     | AA Anapolina    | 1:3      | Vila Nova FC    |
| 4. Spieltag | 3. Februar  | Estádio Serra Dourada    | Vila Nova FC    | 3:1      | AA Anapolina    |
| 4. Spieltag | 3. Februar  | Estádio Adonir Guimarães | EC Dom Pedro II | 1:4      | Goiás EC        |
| 5. Spieltag | 6. Februar  | Estádio Jonas Duarte     | AA Anapolina    | 1:2      | Goiás EC        |
| 5. Spieltag | 6. Februar  | Estádio José Fragelli    | Vila Nova FC    | 5:1      | EC Dom Pedro II |
| 6. Spieltag | 9. Februar  | Estádio Adonir Guimarães | EC Dom Pedro II | 0:1      | AA Anapolina    |
| 6. Spieltag | 13. Februar | Estádio Serra Dourada    | Goiás EC        | 0:0      | Vila Nova FC    |

### Gruppe B
| Pl. | Verein        | Sp. | S | U | N | Tore    | Diff. | Punkte |
| --- | ------------- | --- | - | - | - | ------- | ----- | ------ |
| 1.  | AA São Mateus | 6   | 3 | 1 | 2 | 007:400 | +3    | 10     |
| 2.  | SER Juventude | 6   | 2 | 3 | 1 | 008:800 | ±0    | 09     |
| 3.  | Ubiratan EC   | 6   | 2 | 3 | 1 | 009:100 | −1    | 09     |
| 4.  | Interporto FC | 6   | 1 | 1 | 4 | 008:100 | −2    | 04     |

|  | Qualifiziert für das Halbfinale |

| Spiel       | Datum       | Stadion                         | Heimmannschaft | Ergebnis | Gastmannschaft |
| ----------- | ----------- | ------------------------------- | -------------- | -------- | -------------- |
| 1. Spieltag | 22. Januar  | Estádio Manoel Moreira Sobrinho | SER Juventude  | 2:2      | Ubiratan EC    |
| 1. Spieltag | 22. Januar  | Estádio General Sampaio         | AA São Mateus  | 1:0      | Interporto FC  |
| 2. Spieltag | 26. Januar  | Estádio Fredis Saldívar         | Ubiratan EC    | 0:0      | AA São Mateus  |
| 2. Spieltag | 26. Januar  | Estádio Asa Delta               | SER Juventude  | 2:2      | Interporto FC  |
| 3. Spieltag | 29. Januar  | Estádio Asa Delta               | SER Juventude  | 2:2      | Ubiratan EC    |
| 3. Spieltag | 29. Januar  | Estádio Manoel Moreira Sobrinho | AA São Mateus  | 1:0      | Interporto FC  |
| 4. Spieltag | 5. Februar  | Estádio General Sampaio         | Interporto FC  | 2:0      | AA São Mateus  |
| 4. Spieltag | 5. Februar  | Estádio Fredis Saldívar         | Ubiratan EC    | 1:1      | SER Juventude  |
| 5. Spieltag | 9. Februar  | Estádio General Sampaio         | Interporto FC  | 1:2      | SER Juventude  |
| 5. Spieltag | 9. Februar  | Estádio Manoel Moreira Sobrinho | AA São Mateus  | 4:1      | Ubiratan EC    |
| 6. Spieltag | 12. Februar | Estádio Asa Delta               | SER Juventude  | 1:0      | AA São Mateus  |
| 6. Spieltag | 12. Februar | Estádio Fredis Saldívar         | Ubiratan EC    | 2:1      | Interporto FC  |

## Finalrunde

### Turnierplan
|  | Halbfinale     | Halbfinale    | Halbfinale | Halbfinale | Halbfinale |  |  | Finale | Finale       | Finale | Finale | Finale |
|  |                |               |            |            |            |  |  |        |              |        |        |        |
|  |                |               |            |            |            |  |  |        |              |        |        |        |
|  | Mato Grosso    | SER Juventude | 0          | 1          | 1          |  |  |        |              |        |        |        |
|  | Goiás          | Goiás EC      | 1          | 2          | 3          |  |  |        |              |        |        |        |
|  |                |               |            |            |            |  |  | Goiás  | Goiás EC     | 3      | 5      | 8      |
|  |                |               |            |            |            |  |  | Goiás  | Vila Nova FC | 1      | 1      | 2      |
|  | Espírito Santo | AA São Mateus | 1          | 1          | 2          |  |  |        |              |        |        |        |
|  | Goiás          | Vila Nova FC  | 1          | 1          | 2          |  |  |        |              |        |        |        |
|  |                |               |            |            |            |  |  |        |              |        |        |        |

### Halbfinale

#### Hinrunde
| Paarung  | SER Juventude – Goiás EC              |
| Ergebnis | 0:1                                   |
| Datum    | 20. Februar 2000                      |
| Stadion  | Estádio Asa Delta, Primavera do Leste |
| Tore     | unbekannt                             |

| Paarung  | AA São Mateus – Vila Nova FC                |
| Ergebnis | 1:1                                         |
| Datum    | 20. Februar 2000                            |
| Stadion  | Estádio Manoel Moreira Sobrinho, São Mateus |
| Tore     | unbekannt                                   |

#### Rückrunde
| Paarung  | Goiás EC – SER Juventude       |
| Ergebnis | 2:1                            |
| Datum    | 23. Februar 2000               |
| Stadion  | Estádio Serra Dourada, Goiânia |
| Tore     | unbekannt                      |

| Paarung  | Vila Nova FC – AA São Mateus   |
| Ergebnis | 1:1                            |
| Datum    | 24. Februar 2000               |
| Stadion  | Estádio Serra Dourada, Goiânia |
| Tore     | unbekannt                      |

Nachdem Hin- und Rückspiel zwischen Vila Nova und São Mateus 1:1 endeten, wurde Vila Nova aufgrund des besseren Abschneidens in der Gruppenphase zum Sieger erklärt.

### Finale

#### Hinspiel
| Vila Nova FC                                        | Vila Nova FC                                                                        | Goiás EC                                                                            | Goiás EC |
| --------------------------------------------------- | ----------------------------------------------------------------------------------- | ----------------------------------------------------------------------------------- | -------- |
| Vila Nova FC                                        | \| 26. Februar 2000 in Goiânia (Estádio Serra Dourada) \| \| Ergebnis: 1:3 (?:?) \| | \| 26. Februar 2000 in Goiânia (Estádio Serra Dourada) \| \| Ergebnis: 1:3 (?:?) \| | Goiás EC |
| 26. Februar 2000 in Goiânia (Estádio Serra Dourada) |                                                                                     |                                                                                     |          |
| Ergebnis: 1:3 (?:?)                                 |                                                                                     |                                                                                     |          |

#### Rückspiel
| Goiás EC                                          | Goiás EC | Vila Nova FC | Vila Nova FC |
| ------------------------------------------------- | --- | --- | ------------ |
| Goiás EC                                          | \| 1. März 2000 in Goiânia (Estádio Serra Dourada) \| \| Ergebnis: 5:1 (2:1) \| \| Schiedsrichter: Antonio Pereira da Silva ( Goiás) \|                                           | \| 1. März 2000 in Goiânia (Estádio Serra Dourada) \| \| Ergebnis: 5:1 (2:1) \| \| Schiedsrichter: Antonio Pereira da Silva ( Goiás) \|                                                      | Vila Nova FC |
| Goiás EC                                          | Harlei – Luciano Baiano, Fábio, Tiago Fraga, Marquinhos Caruaru – Sílvio Criciúma, Túlio Guerreiro, Josué , Dill – Fernandão, Zé Carlos Reserve Cacá Cheftrainer: Hélio dos Anjos | França – Gustavo, Wladimir, Hakanay, Marco Antônio – Alex Goiano , Cléber Goiano, Paulo César, Rogério – Wando, Luciano Santos Reserve Chiquinho , Dione Santos Cheftrainer: Wanderley Paiva | Vila Nova FC |
| Goiás EC                                          | 1:0 20′ Fernandão 2:1 40′ Dill 3:1 47′ Fernandão 4:1 49′ Zé Carlos 5:1 74′ Túlio                                                                                                  | 1:1 37′ Wando | Vila Nova FC |
| 1. März 2000 in Goiânia (Estádio Serra Dourada)   | | |              |
| Ergebnis: 5:1 (2:1)                               | | |              |
| Schiedsrichter: Antonio Pereira da Silva ( Goiás) | | |              |